# Toshiyuki Kosugi
Toshiyuki Kosugi (jap. 小杉 敏之 Kosugi Toshiyuki; ur. 20 czerwca 1968) – japoński piłkarz występujący na pozycji obrońcy.

## Kariera klubowa
Od 1992 do 1997 roku występował w klubach Nagoya Grampus Eight i Brummell Sendai.